# 湖西桥站
湖西桥站是位于吉林省长春市朝阳区的一个轻轨车站，属于长春轨道交通3号线。

## 车站结构
车站位于国铁京哈铁路东侧，为地面车站。车站设置两个侧式月台，并分别设置简易雨棚。车站南侧设置地下通道连接两侧站台，并在车站东侧开运街旁设有站房。
站台设置如下：
| 地面     | 站房               | 出入口、客服中心、自动售票机、验票机 |
| 地面     | 侧式站台，右側開门 |                                      |
| 地面     | 轨道（东）         | █ 3号线往伪满皇宫（解放桥）          |
| 地面     | 轨道（西）         | █ 3号线往长影世纪城（宽平桥）        |
| 地面     | 侧式站台，右側開门 |                                      |
| 地下一层 | 地下通道           | 换向通道                             |

## 历史
- 2002年10月30日 - 随3号线一期通车开通运营[1]。
- 2021年
  - 3月8日 - 3号线本站至长春站停运改造，本站暂停运营[2]。
  - 12月31日 - 3号线东延伸线通车，本站重新运营[3]。
- 2022年
  - 9月15日 - 因轨道施工需要，3号线宽平桥站至卫光街站暂停运营，本站成为临时终点站[4]。

## 车站周边
月星家居